# Мінакове
Міна́кове —  село в Україні, у Новослобідській сільській громаді Конотопського району Сумської області. Населення становить 170 осіб. До 2017 орган місцевого самоврядування — Князівська сільська рада.

## Населення

### Мова
Розподіл населення за рідною мовою за даними :
| Мова       | Кількість | Відсоток |
| ---------- | --------- | -------- |
| російська  | 116       | 68.24%   |
| українська | 54        | 31.76%   |
| Усього     | 170       | 100%     |

## Географія
Село Мінакове знаходиться за 1,5 км від правого берега річки Сейм. На відстані до 1 км розташовані місто Путивль і села Латишівка і Сахарове. По селу протікає пересихаючий струмок з загатою. Поруч проходить автомобільна дорога Т 1908.

## Історія
12 червня 2020 року, відповідно до розпорядження Кабінету Міністрів України № 723-р «Про визначення адміністративних центрів та затвердження територій територіальних громад Сумської області», село увійшло до складу Новослобідської сільської громади.
19 липня 2020 року, в результаті адміністративно-територіальної реформи та ліквідації Путивльського району, увійшло до складу новоутвореного Конотопського району.